# 아코노이다시다
아코노이다시다(Aconoidasida)는 정단복합체충문에 속하는 기생 생활을 하는 원생생물 강의 일종으로 멜혼(Mehlhorn)과 그의 공저자들이 1980년에 처음 명명했다.

## 하위 분류
- 혈구포자충목 (Haemospororida)
  - 가르니아과 (Garniidae)
  - 하이모프로테우스과 (Haemoproteidae)
  - 닭빈혈원충과 (Leucocytozoidae)
  - 열원충과 (Plasmodiidae)
- 이형열원충목 (Piroplasmorida)
  - Anthemosomatidae
  - 바베스열원충과 (Babesiidae)
  - Dactylosomatidae
  - 범안열원충과 (Theileriidae)